# OpenProcurement
OpenProcurement — це комплекс програмних засобів з відкритим кодом, розроблений для автоматизації та оптимізації закупівель. Він створює необхідний інструментарій для побудови прозорого та конкурентного процесу закупівель, що базується на надійному режимі збору даних, переходу на електронний документообіг та суворому звітуванні.
Комплекс OpenProcurement було вперше впроваджено у 2014 р. як відкрите та безкоштовне для користування програмне забезпечення (в рамках Apache License). Тоді OpenProcurement було розроблено Quintagroup для Prozorro — електронної системи публічних закупівель, створеної для ефективного та прозорого витрачання коштів платників податків в Україні. Однак, гнучкість та масштабованість комплексу програмних засобів уможливлює його використання для урядових та комерційних закупівель різного плану.

## Суть проекту
Мета проекту полягала у створенні ефективної електронної системи публічних закупівель з відкритим кодом, яка б задовільнила наступні вимоги:
- простота й легкість використання — закупівельні процедури мають бути простими й зрозумілими для всіх учасників закупівельного процесу, особливо організаторів (закупівельників) та учасників (майданчиків).
- 'відкритість' документанції торгів та прозорість процедур закупівлі — громадянське суспільство повинне користуватись вільним доступом до всієї документації, пов'язаної із закупівлями.
- рівні можливості для учасників — всі юридичні/фізичні особи повинні мати змогу брати участь, якщо їхня пропозиція задовільняє вимоги, зазначені в тендерній документації.
- запобігання корупції — використання електронних документів, суворих кваліфікаційних критеріїв, прозорої системи оцінювання та вибору найбільш економічно вигідної пропозиції закладе фундамент процесу викорінення корупції.

### Open Contracting
Цей комплекс розроблений на базі стандарту даних Open Contracting 1.0 RC [Архівовано 5 листопада 2016 у Wayback Machine.] і доопрацьований з метою забезпечення практичного впровадження закупівельних процедур в Україні.

### Компоненти вільного програмного забезпечення
Комплекс програмних засобів OpenProcurement використовує низку інших продуктів з відкритим кодом:
1. Python (мова програмування)
2. Pyramid
3. AngularJS
4. Bootstrap
5. Flask (вебфреймворк)
6. CouchDB
7. PouchDB

## Архітектура

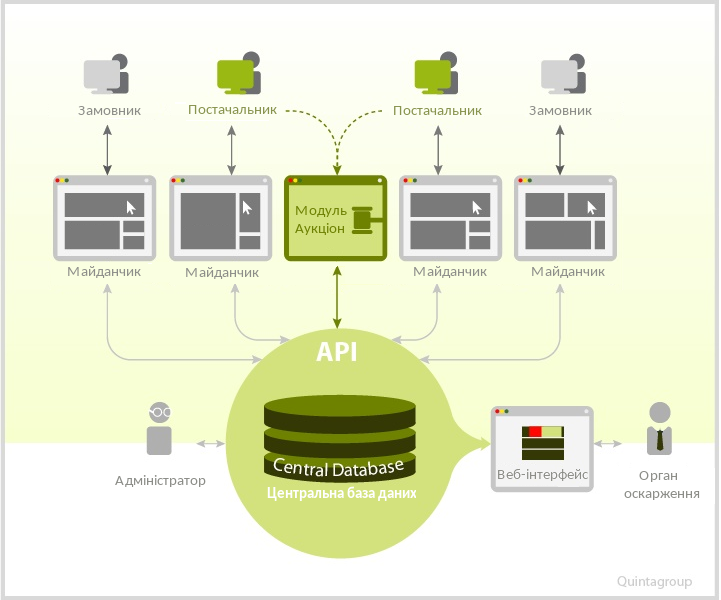

OpenProcurement складається з центральної бази даних (ЦБД) і API, через який спеціалізовані електронні майданчики можуть взаємодіяти з ЦБД, а також модуля аукціонів. Третьосторонні вебплатформи (вебплатформи, які впроваджують компоненти системи електронних закупівель та надають доступ закупівельним організаціям, постачальникам та звичайним відвідувачам) взаємодіють з ЦБД через OpenProcurement API й надають тимчасові логін-дані для доступу до Модулю аукціону та участі в ньому. Адміністратор має прямий доступ до ЦБД та сервісів, які надає бекенд; допомагає з підтримкою системи та з під'єднанням вебплатформ до неї. Орган оскарження отримує доступ до системи через спеціальний вебінтерфейс, щоб розглядати та виносити рішення по скаргах. Взаємодія між вебмайданчиками та ЦБД здійснюється через API — вебінтерфейс, що базується на модулі JSON. Бізнес логіка реалізована в Python. Для збереження аукціонів, пропозицій тощо було використано нереляційну базу даних CouchDB. Вкладення (бінарні файли такі як pdf, xls тощо) зберігаються на файловому сервері, що сумісний з Amazon S3.

## Приклади застосування
Функціонал OpenProcurement підходить як для публічних, так і для комерційних закупівель.

### ProZorro
Комплекс програмних заходів OpenProcurement було спеціально розроблено для Prozorro, української електронної системи публічних закупівель. Основна ціль проекту — уможливити прозоре та ефективне витрачання державних коштів і запобігти корупції. Міністерство інфраструктури, Міністерство оборони, Міністерство юстиції, Міністерство економіки, Державне управління справами, Національний банк України, Міністерство екології — деякі із замовників, які послуговуються ProZorro. З 01.08.2016 всі публічні закупівлі перейшли на ProZorro. Становлячи ядро ProZorro, комплекс OpenProcurement:
- задовільняє конкретні вимоги до доступності та прозорості процедур;
- стимулює/заохочує (у разі потреби) впровадження визнаних найкращих практик для публічних закупівель протягом цілого процесу закупівель;
- послуговується електронним документообігом, впроваджує суворі кваліфікаційні вимоги, прозору процедуру оцінки пропозицій та вибору переможця, ефективні реверсивні аукціони й відкритий доступ до даних щодо закупівель;
- пропонує оптимальне рішення з точки зору матеріальних та часових затрат — реверсивний аукціон, де постачальники змагаються за можливість продавати товари закупівельнику за найнижчою ціною.

### ProZorro.Sale
Функціонал OpenProcurement також реалізовано в ProZorro.Sale, платформі Фонду Гарантування Вкладів для продажу активів неліквідних та тих, що знаходяться в процесі ліквідації, банків. Архітектура та основні компоненти платформи такі ж, як і в Prozorro. Ключова відмінність полягає в тому, що аукціон проводиться для продажу активів за найвищою ціною.

### Atreus
Atreus - аукціонна платформа SaaS, яка має в своїй основі інструментарій OpenProcurement.
Він складається з чотирьох типів аукціонів:
- Прямий англійський аукціон (англ. - Forward English Auction). Ключовою особливістю цього виду аукціону є поступове підвищення ціни на лот (товар чи послугу), що виставляється на продаж організатором аукціону, коли покупці пропонують свою ціну за лот.  Основна особливість прямого англійського аукціону - це три тури, в яких  учасники можуть пропонувати ціну анонімно.
- Зворотний англійський аукціон (англ. - Reverse English Auction). Кількість та тривалість раундів аукціону обмежені та керуються машиною, що робить процес придбання швидким, справедливим та конкурентоспроможним.
- Гібридний голландський аукціон (англ. - Hybrid Dutch Auction).  Цей вид аукціону був створений для розпорядження NPL для DGF в системі ProZorro.Sale та для продажу державних активів.
- Техаський аукціон (англ. - Texas Auction).  Цей тип добре підходить для оренди нерухомості або мистецьких аукціонів, оскільки він практично ідентичний аукціонам, проведеним Sotheby's.  Торги тут починаються з ціни, оголошеної продавцем, і тривають до тих пір, поки не залишиться лише один учасник, який бажає взяти лот.

### RIALTO
Окрім ProZorro та ProZorro.Sale, комплекс програмних заходів OpenProcurement було також реалізовано в проекті RIALTO — платформи для комерційних закупівель.